# Lethian Dreams
Lethian Dreams ist eine 2002 gegründete Gothic-Metal- und Atmospheric-Doom-Band.

## Stil
Das Webzine Doom-Metal.com beschreibt die Musik von Lethian Dreams als eine „ätherische und verträumte Musik mit komplizierten Gitarrenmelodien und weiblichem Gesang“. Das Frühwerk, bis einschließlich Bleak Silver Streams sei, durch ein zusätzliches gutturales Growling geprägt und dem Funeral Doom zuzuordnen. Neuere Veröffentlichungen hingegen weisen einen „technischeren und originelleren Stil“ auf. Dort vermenge die Band weiblichen Gesang mit Elementen aus Black Metal, Shoegazing und Post-Metal. Das Ergebnis wird als Atmospheric Doom und trotz der erwähnten Originalität mitunter dem Gothic Metal zugeordnet.

## Geschichte
Carline van Roos und Matthieu Sachs, die gemeinsam das Funeral-Doom-Projekt Remembrance unterhalten und in der Gothic-Metal-Band In Somnis aktiv waren, gründeten mit Lethian Dreams 2002 ein weiteres gemeinsames Projekt. Nach drei Demos wurde mit Bleak Silver Stream im Jahr 2009 das Debütalbum der Band über das Bandeigene Label Orcynia Records veröffentlicht. Den vertrieblichen Rahmen des eigenen Labels behielt die Band auch zu späteren Veröffentlichungen überwiegend bei. Lediglich die Kompilation Just Passing By… & Unreleased Requiems erschien über das argentinische Dark-Wave-Label Twilight Records. Im Lauf der Bandgeschichte wechselten die Mitmusiker neben van Roos und Sachs einige Male, das Kernduo blieb indes stabil.

## Rezeption
Die Band erfuhr bereits in ihrer Demo-Phase erste positive Resonanz. Insbesondere das Demo Lost In Grief aus dem Jahr 2004 wurde in Rezensionen die für unterschiedliche Webzines verfasst waren positiv besprochen. So wurde das Demo für das Webzine Obliveon als „Atmosphärisch, melancholisch, düster…“ gelobt. Kostas Panagiotou bescheinigte der Band in seiner für Doom-Metal.com verfassten Besprechung, dass es der Band trotz bekannter Bestandteile die meist einem langweiligen Gothic Metal entsprechen würden, gelänge mit dem Demo eine mehr als zufriedenstellende Veröffentlichung zu präsentieren. In einer für das Webzine Metalstorm verfassten Rezension wird der Band hinzukommend hohes Potential für eine vollwertige Albumveröffentlichung attestiert.
Das 2009 erschienene Debütalbum Bleak Silver Streams wurde international hoch gelobt. Von der Einschätzung die Band erweise sich als „das nächste große Ding im Doom“ und „eines der besten atmosphärischen Death-Doom-Alben des Jahres“ sowie der Mutmaßung, dass die „sechs Stücke dieses Debüts […] die Messlatte nicht nur für Lethian Dreams, sondern auch für alle anderen Doom-Bands sehr hoch“ legen, über die Beschreibung als „anständiges, melancholisches Album, das vor allem jene ansprechen wird, die die melodische Seite des Death-Doom-Spektrums schätzen“ sowie als „mitreißenden, atmosphärischen und melodischen Doom“ bis hin zu dem Urteil Bleak Silver Streams sei ein Vergnügen bereitendes Album „sofern man einen Mangel an Originalität und eine Fülle enthaltener Klischees überwinden könne“ blieben die Beurteilungen anhaltend positiv.
Mit der Veröffentlichung des zweiten Albums Season of Raven Words im Jahr 2012 setzte sich die überwiegend positive Kritik fort. Die Variation des präsentierten Musikstils. Die zu diesem Album verfassten Rezensionen lobten das Album es böte „mit jedem Riff, jeder Snare und jedem Kick eine subtile Traurigkeit.“ so sei dem Album eine Leidenschaft für eine „düstere Atmosphäre“ zu entnehmen. Mitunter wurde die Veröffentlichung als „mit der schönste je gehörte Doom Metal“ sowie als besonders verführerischer düsterer Metal bezeichnet.
Für das 2014 erschienene Red Silence Lodge fielen die Rezensionen erneut positiv aus. So wurde es als „die beste Darbietung der atmosphärischen Fähigkeiten der Band“ und ein Album, das „vielleicht nicht jeden aber die Doom-Anhängerschaft ansprechen sollte“ gelobt. Auch sei es ein Album, das „diejenigen, die Lethian Dreams schon einmal gehört haben und nicht allzu beeindruckt von ihnen waren, überprüfen sollten.“ Die Band habe sich deutlich entwickelt und so würde „jeder, der Musik mag die heavy aber dennoch ätherisch und atmosphärisch sei“, Red Silence Lodge „höchstwahrscheinlich genießen“ würde.

## Diskografie
- 2003: Mournful Whispers (Demo, Selbstverlag)
- 2004: Lost in Grief (Demo, Selbstverlag)
- 2006: Requiem for My Soul, Eternal Rest for My Heart (Demo, Selbstverlag)
- 2009: Bleak Silver Streams (Album, Orcynia Records)
- 2011: Just Passing By… & Unreleased Requiems (Kompilation, Twilight Records)
- 2012: Season of Raven Words (Album, Orcynia Records)
- 2014: Red Silence Lodge (Album, Orcynia Records)
- 2020: A Shadow of Memories (Album, Orcynia Records; 2021: Funere GUS)
- 2021: Last Echoes of Silence (EP, Orcynia Records)
- 2022: EnVain (EP, Orcynia Records)
- 2023: A Shadow of Memories (Instrumental) (Album, Orcynia Records)